# Die Erwählten
Die Erwählten (Originaltitel: The Chosen) ist ein US-amerikanisches Filmdrama aus dem Jahre 1981, das von Jeremy Kagan inszeniert wurde. Es handelt sich dabei um eine Verfilmung eines Romans von Chaim Potok aus dem Jahre 1967.

## Handlung
Der Film beginnt mit Ausschnitten aus Reden Adolf Hitlers und US-amerikanischer Politiker. Die Handlung setzt nach dem Eintritt der USA in den Zweiten Weltkrieg 1941 ein: In Williamsburg, Brooklyn, leben amerikanische Juden nur wenige Meter voneinander entfernt und dennoch in anderen Welten. Während die einen sich äußerlich nicht von den Durchschnittsamerikanern unterscheiden, leben die anderen in der abgeschotteten Welt der Chassidim.
Alle männlichen Chassidim tragen die gleiche Kleidung: hochgeschlossene schwarze Anzüge, Kopfbedeckungen und Schläfenlocken. Bei einem Baseballspiel zwischen weltlichen und orthodoxen Juden lernen sich Danny Saunders und Reuven Malter kennen. Beide können sich von Anfang an nicht ausstehen. Als Danny als Batter agiert, und Reuven als Pitcher, wirft ihm Reuven die Bälle nah an den Kopf. Danny schlägt ihm den Ball ins Gesicht, was zu einer Augenverletzung führt. Danny besucht Reuven und entschuldigt sich bei ihm. Beide treffen sich und freunden sich langsam an, obwohl sich beide sehr unterscheiden. Danny ist hochintelligent, hochbegabt und hat ein fotografisches Gedächtnis. Er studiert den ganzen Tag den Talmud. Er kennt allerdings nur wenig aus der amerikanischen Außenwelt. Sein Vater ist einflussreicher Rabbiner, und es wird erwartet, dass Danny ebenfalls Rabbiner wird. Als sich die Freundschaft verfestigt, lernt Reuven den Vater kennen, der die Freundschaft absegnen will. Bei einem Essen am Shabbat wird Reuven eingeladen und lernt die ihm fremde Welt der Chassidim kennen. Rabbi Saunders ist freundlich, aber extrem strikt, und er vertritt die Auffassung, dass außerhalb des orthodoxen Lebens kein Leben möglich sei. Reuven ist von der religiösen Autorität und der spöttischen Art des Vaters eingeschüchtert und fühlt sich unwohl. 
Später verliebt sich Reuven in Dannys attraktive Schwester Shaindel. Allerdings teilt ihm Danny sofort mit, dass Shaindel bereits vergeben sei. Sie wird einen orthodoxen Juden heiraten. Als Dannys und Reuvens Vater unterschiedliche politische und religiöse Auffassungen haben, verbietet Dannys Vater ihm den weiteren Kontakt. Schließlich gibt Dannys Vater nach und erlaubt Danny, in die Welt hinauszugehen und ein selbstbestimmtes Leben zu führen. Danny legt die chassidische Kleidung ab und beschließt, zu studieren.

## Hintergrund
Chaim Potok spielt in einem Cameo-Auftritt als Talmudlehrer mit.

## Kritik und Auszeichnungen
Die Erwählten wurde insgesamt positiv kritisiert und hat ein Rating von 75 % auf der Website Rotten Tomatoes, die Kritiken auswertet.
1981 gewann der Film drei Preise auf dem Montréal World Film Festival.